# Epitausa apicifera
Epitausa apicifera là một loài bướm đêm trong họ Erebidae.